# Andrena almas
Andrena almas là một loài Hymenoptera trong họ Andrenidae. Loài này được Tadauchi, Miyanaga & Dawut mô tả khoa học năm 2005.